# كيم يونغ (لاعبة غولف)
كيم يونغ هي لاعبة غولف كورية جنوبية، ولدت في 2 فبراير 1980 في مدينة تشنتشون في كوريا الجنوبية.